# استان فورکاریا
استان فورکاریا (به لاتین: Forécariah Prefecture) یک منطقهٔ مسکونی در گینه است که در ناحیه کیندیا واقع شده‌است. استان فورکاریا ۴٬۳۸۴ کیلومتر مربع مساحت و ۲۴۲٬۹۴۲ نفر جمعیت دارد.